# Vladimír Mojžiš
Vladimír Mojžiš (1. února 1944 – 26. srpna 2016 Trenčín) byl slovenský fotbalista, záložník, reprezentant Československa.

## Fotbalová kariéra
V československé lize hrál za Jednotu Trenčín. Nastoupil ve 188 ligových utkáních a dal 4 góly. Za československou reprezentaci odehrál 7. října 1970 kvalifikační utkání ME 1972 s Finskem, které skončilo remízou 1-1.

## Ligová bilance
| Ročník                                   | Zápasy | Góly | Klub            |
| ---------------------------------------- | ------ | ---- | --------------- |
| 1. československá fotbalová liga 1965/66 | 18     | 0    | Jednota Trenčín |
| 1. československá fotbalová liga 1966/67 | 25     | 0    | Jednota Trenčín |
| 1. československá fotbalová liga 1967/68 | 26     | 1    | Jednota Trenčín |
| 1. československá fotbalová liga 1968/69 | 24     | 1    | Jednota Trenčín |
| 1. československá fotbalová liga 1969/70 | 27     | 0    | Jednota Trenčín |
| 1. československá fotbalová liga 1970/71 | 29     | 2    | Jednota Trenčín |
| 1. československá fotbalová liga 1971/72 | 30     | 0    | Jednota Trenčín |
| 2. československá fotbalová liga 1974/75 | -      | -    | Jednota Trenčín |
| 1. československá fotbalová liga 1975/76 | 9      | 0    | Jednota Trenčín |
| CELKEM 1. československá liga            | 188    | 4    |                 |